# Bolide (meteoor)

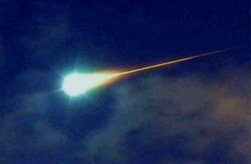
Bolide

Een bolide is een meteoor of meteoriet die verschillend wordt gedefinieerd.
Volgens een van de definities is een bolide een vuurbal die een magnitude −14 of helderder bereikt. De Internationale Astronomische Unie (IAU) beschikt niet over een officiële definitie van een bolide en beschouwt de term als synoniem met "vuurbal" of "vuurbol". Astronomen gebruiken het woord gewoonlijk om er een opvallend heldere vuurbal mee aan te duiden, vooral een die explodeert. De term wordt ook wel gebruikt voor vuurballen die een hoorbaar geluid voortbrengen.
Geologen gebruiken de term vaker dan astronomen: ze duiden er een object mee aan dat een grote inslag veroorzaakt. De United States Geological Survey (USGS) bezigt de term bijvoorbeeld voor een projectiel dat een grote krater vormt "om aan te geven dat we niet de precieze aard van het botsende lichaam kennen ... of het bijvoorbeeld een rotsachtige of metalen planetoïde is of een ijzige komeet".

## Etymologie
Het woord "bolide" is afgeleid van het Latijnse bolis ("vurige meteoor"), dat afstamt van het Oudgriekse βολίς, bolís ("pijl, speer").